# Studeum

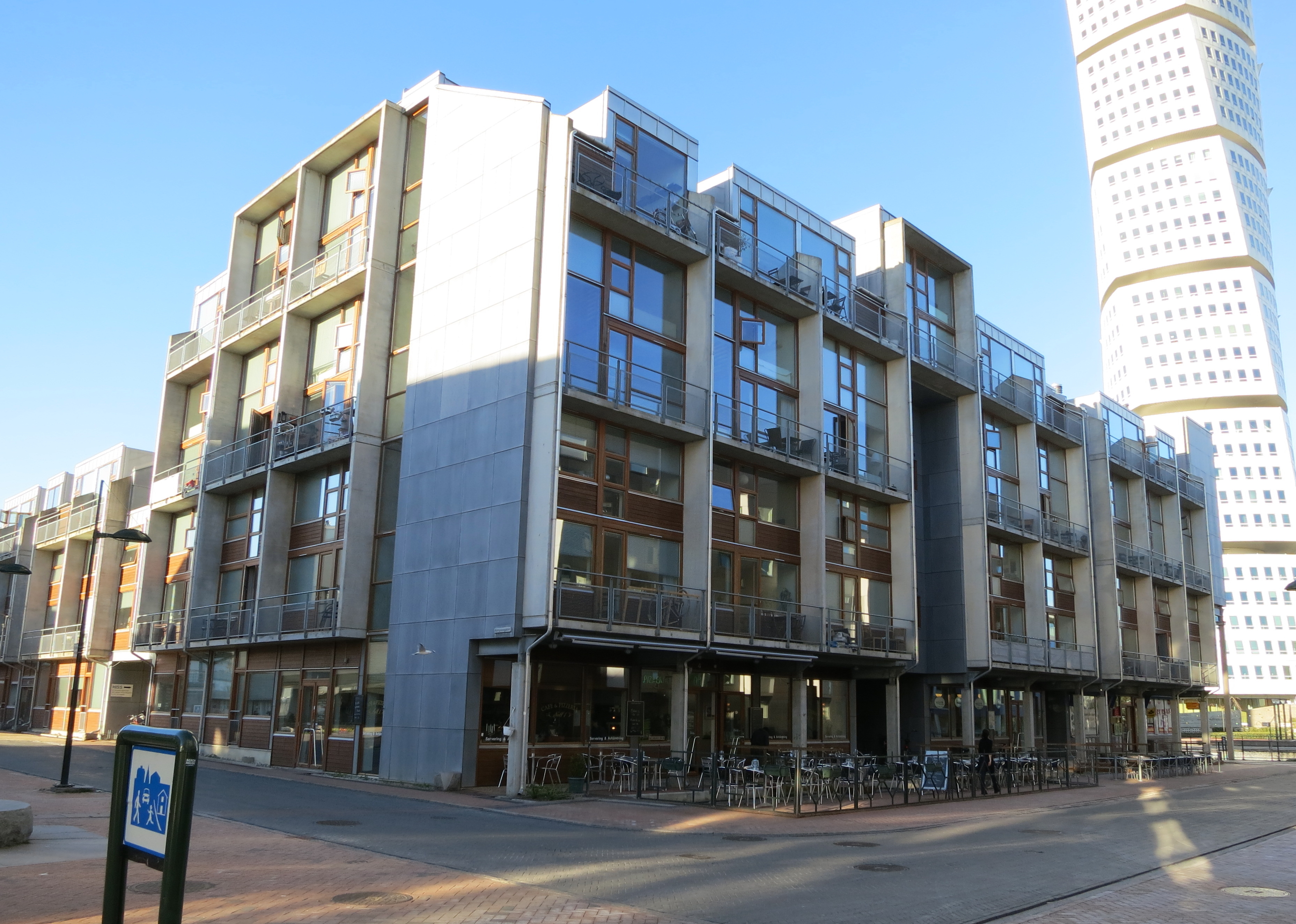
Studeum

Studeum är ett studentbostadshus i Västra hamnen, Malmö ritat av Mikael Wikeborg (uppfört av Wikeborg & Sander Fastighetsutveckling AB) senare sålt till HSB. Huset omfattar totalt 103 lägenheter på mellan 25 och 50 kvadratmeter och uppfördes 2001-2002. Huset kännetecknas av betong och helt uppglasade fasader till lägenheterna. De flesta lägenheterna är konstruerade som 5x5x5 meter stora betongkuber med en fönstervägg och längsgående balkonger.